# Stražišče, Cerknica
Stražišče je naselje v Občini Cerknica.